# Brown, Boveri & Cie
Brown, Boveri & Cie (BBC) era un grupo suizo de compañías de ingeniería eléctrica. Fue fundado en Baden, Suiza, en 1891 por Charles Eugene Lancelot Brown y Walter Boveri, que trabajó en el Maschinenfabrik Oerlikon. En 1970, la BBC se hizo cargo de Maschinenfabrik Oerlikon. En 1988 se fusionó con ASEA para formar ABB Group, una compañía que produce motores de corriente continua, motores de corriente alterna, generadores, turbocompresores, transformadores y equipos eléctricos de locomotoras. Parte de la tecnología de la BBC se empleó a los submarinos alemanes de la Segunda Guerra Mundial, como los controles de profundidad.

## Historia temprana de BBC Brown Boveri
BBC Brown Boveri se estableció en 1891. La compañía era una de las pocas corporaciones multinacionales en operar subsidiarias que eran más grandes que la compañía matriz. Debido a las limitaciones del mercado interno suizo, Brown Boveri estableció filiales en Europa relativamente temprano en su historia, y en ocasiones tuvo dificultades para mantener el control gerencial sobre algunas de sus unidades operativas más grandes. Se esperaba que la fusión con ASEA, una compañía que fue elogiada por su sólida gestión, ayudará a Brown Boveri a reorganizar y reafirmar el control de su vasta red internacional.

### Actividad en Gran Bretaña
Las primeras actividades de Brown Boveri incluyeron la fabricación de componentes eléctricos tales como motores eléctricos para locomotoras y equipos de generación de energía para los sistemas ferroviarios de Europa. En 1919, la compañía firmó un acuerdo de licencia con la empresa británica de fabricación Vickers, que otorgó a la empresa británica el derecho de fabricar y vender productos Brown Boveri en todo el Imperio Británico y en algunas partes de Europa. El acuerdo le dio a Brown Boveri una cantidad significativa de dinero y la promesa de importantes ingresos anuales, y también ayudó a la compañía a expandirse a los mercados extranjeros en un momento en que las políticas proteccionistas impedían la expansión internacional.

### Actividad en Europa continental
A principios de la década de 1920, Brown Boveri, una empresa geográficamente diversa con filiales operativas exitosas en Italia, Alemania, Noruega, Austria y los Balcanes, sufrió pérdidas debido a la devaluación del franco francés y el marco alemán. Al mismo tiempo, en el mercado doméstico suizo, los costos de producción aumentaron, mientras que las ventas se mantuvieron estáticas, lo que provocó mayores pérdidas para la empresa. En 1924 Brown Boveri devaluó su capital en un 30 % para cubrir las pérdidas en las que había incurrido. En 1927 el acuerdo con Vickers se agotó y no se renovó. Además del acuerdo que Brown Boveri había tenido con esta firma británica, también tenía una relación similar con NV Heemaf, con sede en los Países Bajos, que duró hasta principios de la década de 1960 cuando Heemaf lideró la creación de Holec (Holland Electric).

### Crecimiento
Durante el mismo tiempo, las diversas subsidiarias de Brown Boveri crecieron rápidamente. La industrialización en toda Europa creó una fuerte demanda para los equipos eléctricos pesados de la compañía. La floreciente industria ferroviaria de Italia proporcionó un impulso particularmente fuerte a la filial italiana de Brown Boveri, y las instalaciones alemanas de la compañía realmente hicieron mucho más negocios que la matriz suiza. Durante las siguientes décadas, Brown Boveri creció tan rápido como los desarrollos tecnológicos en ingeniería eléctrica. Cada una de las subsidiarias de la compañía tendía a desarrollarse individualmente, como si fuera una compañía doméstica en el país en el que operaba, y una amplia cobertura geográfica ayudaba a aislar a los padres de crisis severas cuando cierta región experimentaba dificultades económicas.

### Después de la Segunda Guerra Mundial
Después de la Segunda Guerra Mundial, la Guerra Fría presentó una variedad de oportunidades comerciales para contratistas eléctricos relacionados con la defensa, pero las subsidiarias de Brown Boveri fueron consideradas como compañías extranjeras en muchos de los países en los que operaban, lo que a veces dificultaba que la empresa obtuviera beneficios. contratos que involucran tecnología sensible y otros contratos gubernamentales. La compañía, sin embargo, se destacó en la generación de energía, incluidos los generadores de energía nuclear, y prosperó en este campo. La electrificación en el Tercer Mundo también brindó a Brown Boveri ganancias sustanciales.

## Reorganización de Brown Boveri en 1970
En 1970, Brown Boveri comenzó una extensa reorganización. Las subsidiarias de la compañía se dividieron en cinco grupos: alemán, francés, suizo, «mediano» (siete bases de fabricación en Europa y América Latina ) y Brown Boveri International (las instalaciones restantes). Cada uno de estos grupos se dividió en cinco divisiones de productos: generación de energía, electrónica , distribución de energía , equipos de tracción y equipos industriales.

### Estados Unidos
Durante la década de 1970, Brown Boveri luchó para expandirse en el mercado estadounidense. La compañía negoció una empresa conjunta con Rockwell, el fabricante estadounidense de aplicaciones militares y aeroespaciales de alta tecnología, pero el acuerdo fracasó cuando las dos compañías no pudieron ponerse de acuerdo en términos financieros. Mientras que Brown Boveri contaba con un puñado de grandes clientes estadounidenses como sus clientes, entre ellos grandes empresas como las integradas en la Tennessee Valley Authority y American Electric Power's Nuclear Plant en el sudoeste de Michigan DC DC Unit Unit 2, la participación en el mercado estadounidense de Brown Boveri era baja teniendo en cuenta posición internacional de la compañía (en América del Norte las ventas representaron solo el 3,5 % de las ventas totales en 1974 y 1975), y la compañía continuó buscando un medio para ingresar efectivamente a los mercados de los Estados Unidos.

### Gran Bretaña
Durante la electrificación de la línea principal de la costa oeste británica a principios de la década de 1970, se utilizaron aisladores de tracción Brown Boveri .
En 1974, Brown Boveri adquirió el fabricante británico de instrumentos y controles, George Kent. Al principio, el acuerdo suscitó preocupación en Gran Bretaña por la propiedad extranjera de esta tecnología altamente sensible, pero Brown Boveri prevaleció con el aliento de los empleados de base de George Kent, que temían la alternativa de ser comprados por la General Electric Company (GEC) de Gran Bretaña. La nueva compañía adquirida pasó a llamarse Brown Boveri Kent.

### Medio Oriente y África
A mediados de la década de 1970, la creciente demanda en Oriente Medio de grandes instalaciones generadoras de electricidad distrajo a la empresa de su avance hacia América del Norte. Las naciones africanas ricas en petróleo, como Nigeria, que intentan diversificar sus capacidades de fabricación también crearon nuevos mercados para la gran experiencia en ingeniería eléctrica de Brown Boveri.

## La década de 1980
A principios de la década de 1980, las ventas de Brown Boveri se aplacaron y las ganancias de la compañía disminuyeron. En 1983, se recuperó la filial alemana de Brown Boveri en Mannheim , Alemania Occidental, que representaba casi la mitad de las ventas de la empresa matriz. A pesar de un aumento en los pedidos, la estructura de costos de la compañía mantuvo las ganancias bajas. En 1985, el rendimiento de la filial mejoró como resultado de las medidas de reducción de costos, pero las reducciones de precios en el mercado internacional y los cambios desfavorables en las tasas de cambio de divisas compensaron en gran medida estas ganancias. En 1986, la empresa matriz adquirió un bloque importante de acciones en la filial de Mannheim, con lo que su participación total fue del 75 %.
En 1987, el Grupo comprendía 159 empresas en cinco continentes. Mientras que la BBC fue considerado como muy innovadora, pero también tenían una rentabilidad cada vez más decreciente y sus productos eran más caros que la competencia en general. Además, la rivalidad entre la sede Baden y filial legalmente independiente en Mannheim tuvo un impacto negativo en todo el Grupo. Los mil millones en inversión en reactores de alta temperatura tales como el THTR-300 demostró ser un fracaso

### Unificación de la investigación
A finales de la década de 1980, Brown Boveri tomó medidas para reducir la duplicación de investigación y desarrollo entre sus diversos grupos. Si bien cada subsidiaria continuó realizando alguna investigación de desarrollo de productos para su mercado individual, la investigación teórica se unificó bajo la empresa matriz, haciendo un uso más eficiente de los fondos de investigación.

### Desarrollo de sobrealimentador
En 1987, la compañía introdujo un sistema de sobrealimentación para motores diesel llamado Comprex . Este sistema era capaz de aumentar la potencia de un motor en un 35 % y entregar hasta un 50 % más de torque a velocidades más bajas. El fabricante de automóviles japonés Mazda planeó utilizar el nuevo sobrealimentador en sus nuevos modelos de pasajeros diesel.

### Fusión
En 1988, Brown Boveri se fusionó con la compañía sueca ASEA para formar Asea Brown Boveri (Grupo ABB).